# كيلي رودريغيز
كيلي رودريغيز (بالإسبانية: Kelly Rodriguez)‏ هو لاعب كرة قدم أمريكية إسباني، ولد في 9 أغسطس 1907 في أفيليس في إسبانيا، وتوفي في 22 أكتوبر 1997.

## روابط خارجية
- كيلي رودريغيز على موقع مرجع كرة القدم المحترفة.كوم (الإنجليزية)